# Seckbach
Seckbach, Frankfurt-Seckbach – 34. dzielnica (Stadtteil) miasta Frankfurt nad Menem, w Niemczech, w kraju związkowym Hesja. Należy do okręgu administracyjnego Ost.